# Maxime Le Flaguais
Pour les articles homonymes, voir Le Flaguais.
Maxime Le Flaguais, né Maxime Côté en 1982 au Québec, est un acteur de télévision, de cinéma et de théâtre et un doubleur et un doubleur québécois. Il oeuvre également comme parolier. Il est le fils de l'acteur Michel Côté et de l'actrice Véronique Le Flaguais.

## Biographie
D'abord connu sous son patronyme Maxime Côté, il adopte en 2010 le nom de sa mère pour forger son nom de scène Maxime Le Flaguais.

## Vie privée
L'actrice Caroline Dhavernas, en couple avec Maxime Le Flaguais, accouche d'une petite fille, Françoise, née en septembre 2018.

## Filmographie

### Comme acteur

#### À la télévision
- 2005 : L'Auberge du chien noir : un client
- 2005 : Laura Cadieux : un livreur
- 2005 : Un tueur si proche : divers rôles
- 2006 : Casino : un livreur
- 2007 : Pendant ce temps, devant la télé : Steve
- 2007-2010 : La Galère : Luc
- 2009-2013 : Trauma : Éric Lanoue
- 2011 : Malenfant : Benoit Lamontagne
- 2013 : 30 vies : Mathieu Brousseau
- 2015 : Mon ex et moi : Étienne Girard
- 2015 : Le rêve de Champlain :  Samuel de Champlain
- 2016 : Les Pays d'en haut : Alexis Labranche

#### Au cinéma
- 2004 : C.R.A.Z.Y. : Patrick
- 2004 : Les Boys 4 : recrue aux contraventions
- 2007 : Nitro : ami de Max
- 2007 : Borderline : Sébastien Vandal
- 2007 : Dans une galaxie près de chez vous 2 : Archer
- 2007 : Babine : Dièse
- 2008 : Le Banquet : officier de police Marcel
- 2008 : Les Grandes Chaleurs : Jérémie
- 2010 : Piché, entre ciel et terre : Robert Piché (jeune)
- 2012 : Manigances : Guillaume Paradis

### Doublage
- 2010-2012 : Gnoméo et Juliette
- 2012-2013 : Sarila

## Théâtre
- 2005 : Un sofa dans le parc, mise en scène de Luc St-Denis
- 2006-2008 : Pas de bébé, pas de bébittes, mise en scène d'Érik Duhamel
- 2006 : Chroniques des jours entiers et des nuits entières, mise en scène de Michel Monty
- 2008 : Francthéâtre, mise en scène de Jean-François Poirier
- 2012 : Caligula Remix, mise en scène de Marc Beaupré
- 2013 : Orange mécanique, mise en scène de Véronique Marcotte
- 2017 : Vu du pont d'Arthur Miller, mise en scène de Lorraine Pintal (TNM)

## En tant que parolier
Maxime le Flaguais a écrit les textes de la chanson J'aurai cent ans, sur l'album Landing d'Amélie Beyries. Amélie lui a par la suite demandé d'écrire toutes les chansons de son album francophone Du feu dans les lilas, 